# النرجسي الأسود (فلم)
النرجسي الأسود (بالإنجليزية: Black Narcissus) هو فيلم دراما تم إنتاجه في الولايات المتحدة وصدر في سنة 1947.

## بطولة
- ديبورا كير
- جان سيمونز

### ترشيحات وجوائز
| السنة | الحدث  | الفئة              | النتيجة  |
| ----- | ------ | ------------------ | -------- |
|       | أوسكار | أفضل تصوير سينمائي | فـــــوز |

## وصلات خارجية
- مقالات تستعمل روابط فنية بلا صلة مع ويكي بيانات